# Lidija Asanović
Lidija Asanović, född 30 april 1966 i Zagreb, är en kroatisk sångerska. Hon var sångerska i det serbiska poprockbandet Poslednja igra leptira 1985-1986 innan hon gick med i det populära kroatiska poprockbandet Srebrna krila 1988. Samma år deltog hon tillsammans med bandet i Eurovision Song Contest, som hölls i Dublin, med låten Mangup (sv: Rackare). De slutade på en sjätteplats med 87 poäng och albumet Mangup gavs ut samma år. Hon spelade därefter in albumet Poleti golubice (1989) och lämnade bandet samma år. Hon ersattes av Vlatka Pokos. Tillsammans med sångaren Danijel Popović stod hon för musikunderhållningen i TV-programmet Ja volim show 1991. Hon flyttade till Tyskland 1992, där hon gifte sig.